# Ivan Dvořák
Ivan Dvořák (* 23. April 1978) ist ein tschechischer Fußballspieler.

## Vereinskarriere
Ivan Dvořák begann mit dem Fußballspielen bei Tatran Poštorná, in seiner Jugend spielte er außerdem für LeRK Prostějov und Slavoj Velké Pavlovice. Sein Debüt in Profibereich gab er in der Zweitligasaison 1996/97 für Tatran Poštorná. In der Vorrunde der Saison 1997/98 war Dvořák an den Viertligisten FC Roubina Dolní Kounice ausgeliehen.
Im Sommer 2000 wechselte der Mittelfeldspieler zu FC Bohemians Prag in die Gambrinus Liga, wo er regelmäßig zum Einsatz kam. Nach drei Jahren in der tschechischen Hauptstadt ging Dvořák zum 1. FC Synot und spielte so nach dem Abstieg der Bohemians weiterhin in der 1. Liga. In Uherské Hradiště blieb der Defensivspieler, wegen seiner aggressiven Spielweise auch Pitbull genannt, jedoch nur ein halbes Jahr und wechselte in der Winterpause 2003/04 zu Dynamo České Budějovice. Auch dort war er eine wichtige Stütze der Mannschaft im defensiven Mittelfeld.
Im Sommer 2007 wechselte Ivan Dvořák zum FC Kärnten in die österreichische Erste Liga, wo er als Verteidiger eingesetzt wurde. Anfang 2010 wechselte Dvořák zum tschechischen Drittligisten MSK Břeclav.